# Campionati del mondo di ciclismo su strada 2009 - Gara in linea femminile Elite
La gara in linea femminile Elite dei Campionati del mondo di ciclismo su strada 2009 è stata corsa il 26 settembre nel territorio circostante Mendrisio, in Svizzera, ed ha affrontato un percorso totale di 124,2 km. È stata vinta dall'italiana Tatiana Guderzo che ha concluso i nove giri del circuito in 3h33'25".
Alla gara venivano ammesse le atlete nate prima del 1991 escluso.

## Percorso
La gara partirà dalla zona degli impianti sportivi di Mendrisio. Il circuito prevede due asperità: la prima, dopo circa 2 km, lunga 1600 metri che attraversa Mendrisio e si porta a Castel San Pietro, con una pendenza media del 10%, seguita da 4580 m di discesa, tecnicamente difficile, che porta a Balerna.
Dopo 1420 m inizia la seconda ascesa, quella della Torrazza di Novazzano (popolarmente conosciuta come Turascia), 1750 m di lunghezza con pendenze massime attorno al 10%, che nel 1971 vide battersi Felice Gimondi ed Eddy Merckx. Raggiunta Novazzano 800 metri di discesa e poi il tratto pianeggiante che conduce fino al traguardo a Mendrisio.
Il circuito misura 13,800 km e sarà affrontato nove volte.

## Squadre e corridori partecipanti
| N.    | Cod. | Squadra       |
| ----- | ---- | ------------- |
| 1-7   | GBR  | Gran Bretagna |
| 8-14  | NED  | Paesi Bassi   |
| 15-20 | GER  | Germania      |
| 21-24 | SWE  | Svezia        |
| 25-30 | AUS  | Australia     |
| 31-36 | USA  | Stati Uniti   |
| 37-42 | ITA  | Italia        |
| 43-48 | LTU  | Lituania      |
| 49-54 | RUS  | Russia        |
| 55-59 | BEL  | Belgio        |
| 60-61 | DEN  | Danimarca     |
| 62-67 | FRA  | Francia       |
| 68-73 | CAN  | Canada        |
| 74-79 | SUI  | Svizzera      |
| 80-81 | AUT  | Austria       |
| 82-84 | NZL  | Nuova Zelanda |
| 85-86 | RSA  | Sudafrica     |

| N.      | Cod. | Squadra               |
| ------- | ---- | --------------------- |
| 87-91   | UKR  | Ukraina               |
| 92-97   | ESP  | Spagna                |
| 98-100  | MEX  | Messico               |
| 101     | CZE  | Repubblica Ceca       |
| 102-104 | SLO  | Slovenia              |
| 105-106 | BRA  | Brasile               |
| 107-110 | POL  | Polonia               |
| 111-114 | THA  | Thailandia            |
| 115     | NOR  | Norvegia              |
| 116-118 | CRO  | Croazia               |
| 119-120 | SKT  | Saint Kitts and Nevis |
| 121-122 | IRL  | Irlanda               |
| 123     | INA  | Indonesia             |
| 124     | ARG  | Argentina             |
| 125     | TUR  | Turchia               |
| 126     | AND  | Andorra               |
| 127     | POR  | Portogallo            |

## Resoconto degli eventi
Partita alle 9:00 da Mendrisio la gara, già dura per il percorso da affrontare, è stata condizionata anche dalla pioggia caduta nella notte. La campionessa uscente Nicole Cooke ne ha fatto le spese già nel secondo giro con una caduta sulla discesa dell'Acquafresca, che l'ha poi costretta a ritirarsi. La corsa è stata dominata dalla nazionale italiana, con Tamanini, Baccaille e Bronzini a tirare nella prima parte della gara e le due capitane Tatiana Guderzo e Noemi Cantele a comandare nella seconda. La prima ad attaccare è stata la varesotta che, a tre giri dal termine, si è staccata dal gruppo ed ha costretto le avversarie a lavorare per recuperare il distacco. La gara si è decisa sull'ultima ascesa dell'Acquafresca, dove le due italiane hanno sferrato gli attacchi decisivi e sfiancato definitivamente le avversarie. La prima ad attaccare è stata Guderzo, nel punto più duro della salita, che ha guadagnato 4 secondi ma è poi stata ripresa da Vos e Armstrong con Cantele a ruota. È toccato poi a quest'ultima contrattaccare subito e, una volta ripresa, è stata Guderzo lanciare l'azione decisiva nel tratto finale della salita. Giunta ai piedi dell'ascesa verso Novazzano con un vantaggio di soli 3 secondi, è riuscita a rilanciare lungo la salita da cui ha scollinato con 18 secondi sulle avversarie, vanificando dunque il tentativo di recupero di Vos e Armstrong. È giunta sola sul traguardo, seguita dallo sprint per il podio con l'olandese Marianne Vos che ha superato Cantele e si è aggiudicata la medaglia d'argento.

## Ordine d'arrivo (Top 10)

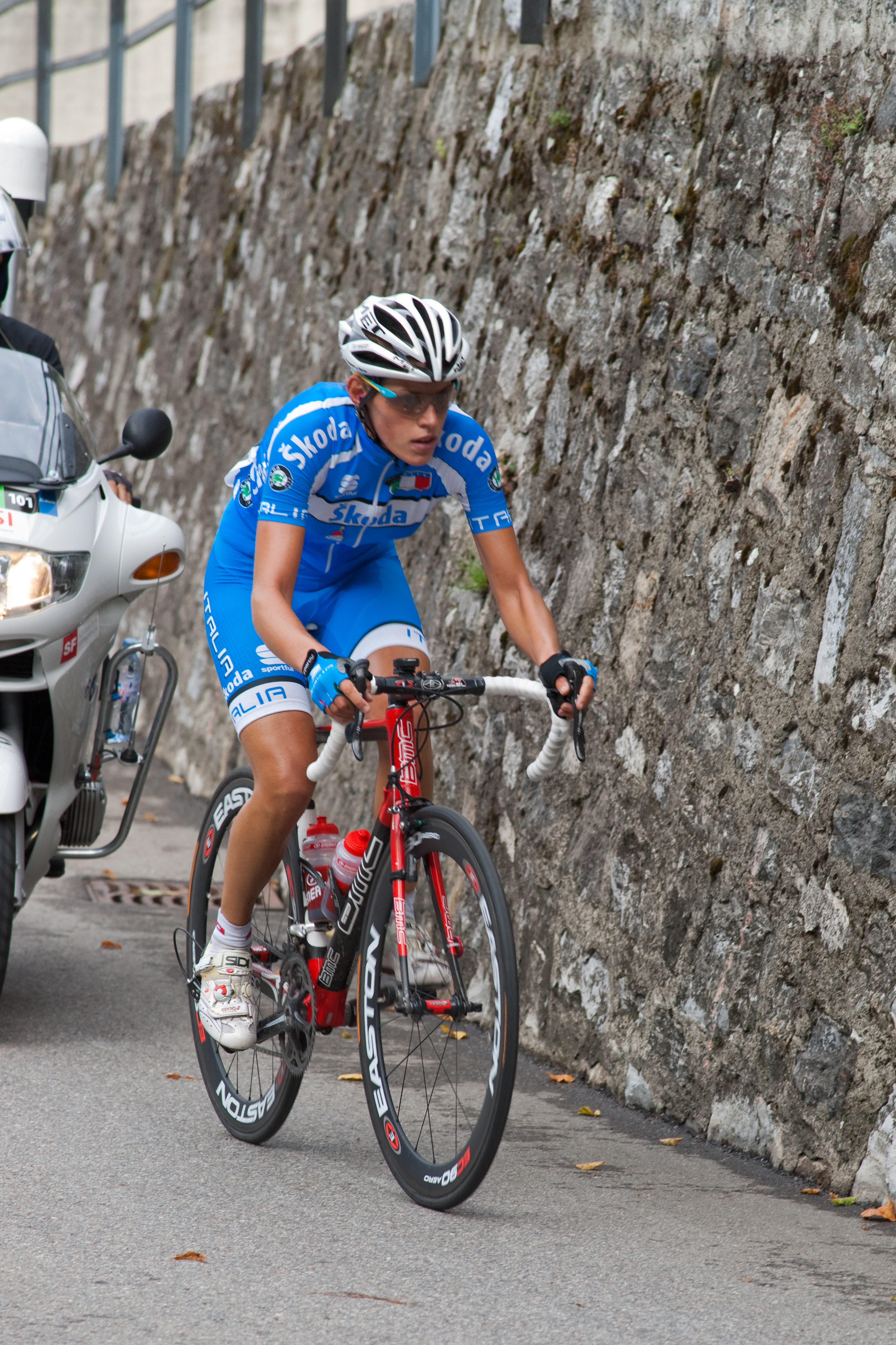
Noemi Cantele

| Pos. | Corridore          | Squadra       | Tempo    |
| ---- | ------------------ | ------------- | -------- |
| 1    | Tatiana Guderzo    | Italia        | 3h33'25" |
| 2    | Marianne Vos       | Paesi Bassi   | a 19"    |
| 3    | Noemi Cantele      | Italia        | s.t.     |
| 4    | Kristin Armstrong  | Stati Uniti   | s.t.     |
| 5    | Diana Žiliūtė      | Lituania      | a 1'07"  |
| 6    | Judith Arndt       | Germania      | s.t.     |
| 7    | Erinne Willock     | Canada        | s.t.     |
| 8    | Nicole Brändli     | Svizzera      | s.t.     |
| 9    | Grace Verbeke      | Belgio        | s.t.     |
| 10   | Catherine Cheatley | Nuova Zelanda | s.t.     |